# 글렌피딕

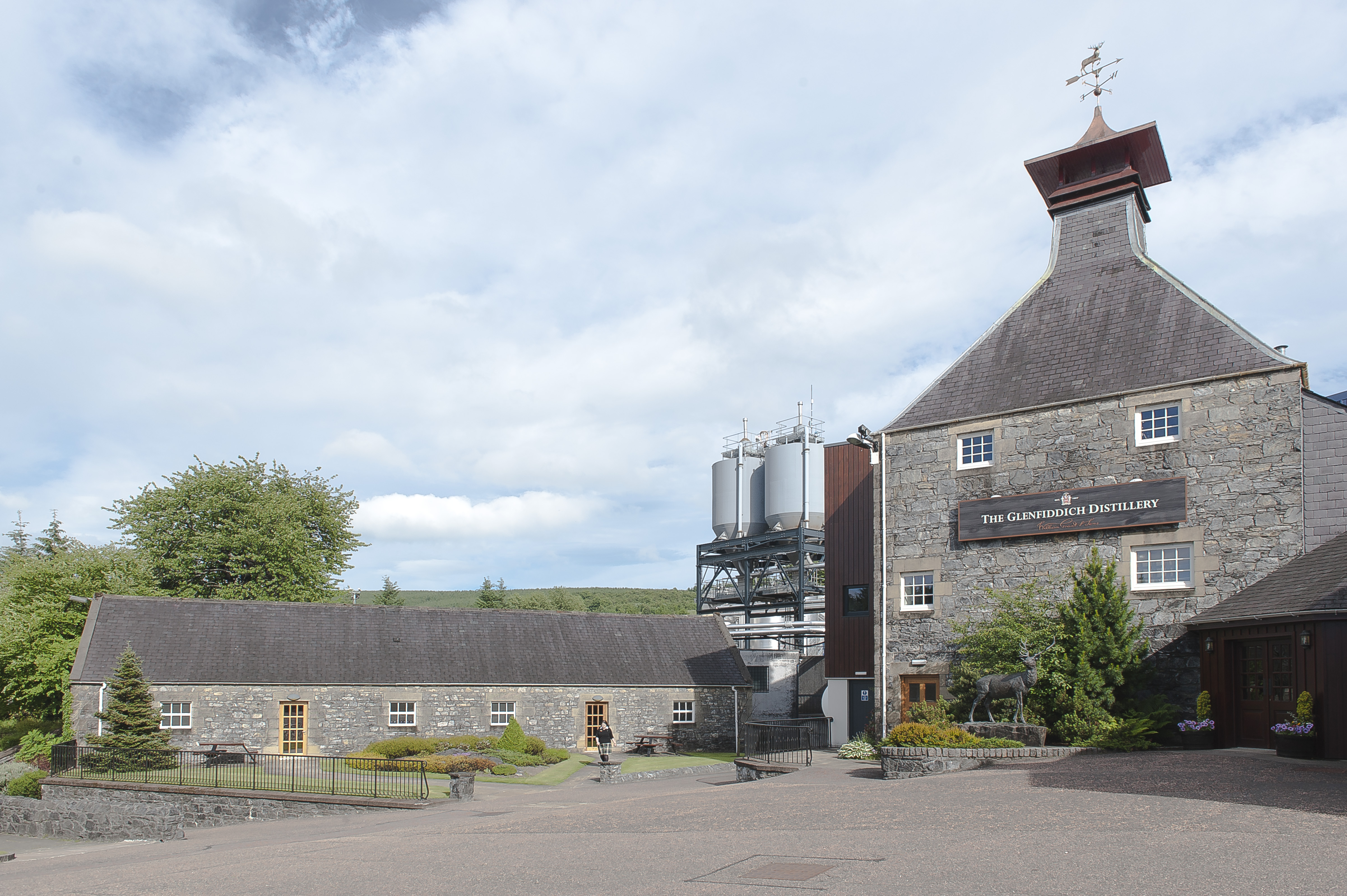
글렌피딕 증류주 공장

글렌피딕(glenfiddich)은 1887년 윌리엄 그랜트 (William Grant)에 의해 설립된 증류소에서 나오는 싱글 몰트 스카치 위스키이다. 글렌피딕 증류소는 현재에도 가족 중심으로 경영이 되고 있다. 주력 제품으로는 12년, 15년, 18년, 21년이 있다. 참고로 64년된 위스키(1937, cask843)도 있다.

## 역사
1886년 여름, 윌리엄 그랜트는 9명의 자식들과 증류소를 직접 짓기 시작, '글렌피딕'이라 이름을 짓고 1887년 12월 25일에 공사를 끝냈다. '글렌피딕'은 게일어로 '사슴이 있는 계곡'을 의미한다.
1923년,윌리엄의 손자 고든 그랜트가 회장으로 취임후 미국에서 시행 중이던 금주법을 보고 위스키 생산량을 늘리기로 결정했다. 그리하여 위스키에 대한 수요증가에 효과적으로 대응할 수 있었다.

## 제품
특징: 향과 맛은 과일느낌이며 피니쉬는 오크가 두드러진다. 하지만 평균적인 느낌일뿐이며 Married in Small Batches(18년) 같은 경우는 과일향과 스파이시한 맛이 드러나지만 Solera(15년) 같은 경우는 피트향과 달달한 맛이 주로 차지하고 있다.
- Glenfiddich 12 Years
- Glenfiddich 15 Years
- Glenfiddich 18 Years